# Let the Good Times Rock
Let the Good Times Rock è una canzone del gruppo musicale svedese Europe, estratta come terzo singolo dall'album Out of This World nel marzo 1989. 
Il brano raggiunse la posizione numero 85 della Official Singles Chart nel Regno Unito, e la numero 20 in Italia.
Il video musicale di Let the Good Times Rock venne girato al Nippon Budokan di Tokyo, in Giappone durante il tour mondiale di Out of This World.

## Tracce
versione 7"
1. Let the Good Times Rock – 4:04 (Joey Tempest)
2. Dreamer – 4:28 (Tempest)

versione CD e 12"
1. Let the Good Times Rock – 4:04 (Tempest)
2. Never Say Die – 4:00 (Tempest)
3. Carrie – 4:30 (Tempest, Mic Michaeli)
4. Seven Doors Hotel – 5:03 (Tempest)

### Lato B
I lati B del singolo, a seconda delle versioni, furono Dreamer, brano contenuto nel secondo album del gruppo Wings of Tomorrow del 1984, Never Say Die tratta come la title track da Out of This World del 1988, Carrie, singolo dell'anno precedente estratto dall'album The Final Countdown del 1986, e Seven Doors Hotel, singolo d'esordio della band tratto dal primo album Europe del 1983, qui presentato nella versione lato B già inclusa 4 anni prima nel singolo Rock the Night.

## Formazione
- Joey Tempest – voce; tastiera (solo in Dreamer)
- Kee Marcello – chitarra (ad eccezione di Dreamer)
- John Levén – basso
- Mic Michaeli – tastiera (ad eccezione di Dreamer)
- Ian Haugland – batteria (ad eccezione di Dreamer)

### Altri musicisti
- John Norum – chitarra (solo in Dreamer)
- Tony Reno – batteria (solo in Dreamer)

## Classifiche
| Classifica (1989) | Posizione massima |
| ----------------- | ----------------- |
| Italia            | 20                |
| Regno Unito       | 85                |